# Agneta Eichenholz
Agneta Eichenholz (n. Malmö; 1971) es una soprano sueca.

## Trayectoria
Estudió en la Academia de Música de su ciudad natal y en la Universidad de Opera en Estocolmo.
Se destaca en repertorio de Mozart - Fiordiligi en Cosí fan tutte y Konstanza en El rapto en el serrallo -, Verdi (La traviata y Gilda en Rigoletto), Julieta en Romeo y Julieta de Gounod, etc.
Como recitalista y en obras sinfónico corales, en Las iluminaciones de Benjamin Britten y Carmina Burana.
Ha cantado en el Covent Garden de Londres, la ópera Lulu de Alban Berg dirigida por Antonio Pappano en 2009.
Se presenta habitualmente en Copenhague, Estocolmo, Uppsala, Berlín, Barcelona y Düsseldorf.